# Pete Desjardins
Ulise Joseph « Pete » Desjardins (né le 10 avril 1907 à Saint-Pierre au Manitoba, Canada, mort le 6 mai 1985 à Miami) est un plongeur américain.
Franco-Manitobain installé à Miami Beach, Floride, depuis l'âge de 10 ans, il remporte la médaille d'or du tremplin de 3 m aux Jeux olympiques d'été de 1928 à Amsterdam. Trois jours après, Desjardins, surnommé la « Statue de bronze » en raison de sa petite taille de 5 pieds 3 pouces (1,60 m) et de son hâle permanent, emporte aussi le titre de la plateforme de 10 m, en battant de justesse Farid Simaika, une double victoire qui ne sera répétée qu'en 1984 par Greg Louganis.